# Turnen op de Olympische Zomerspelen 1932
Turnen is een van de sporten die beoefend werden tijdens de Olympische Zomerspelen 1932 in Los Angeles.

## Heren

### team
| plaats | sporter(s)                                                                                 | land | punten  |
| ------ | ------------------------------------------------------------------------------------------ | ---- | ------- |
| Goud   | Romeo Neri Mario Lertora Savino Guglielmetti Oreste Capuzzo Franco Tognini                 | ITA  | 541.850 |
| Zilver | Frank Haubold Frederick Meyer Alfred Jochim Frank Cumiskey Michael Schuler                 | USA  | 522.275 |
| Brons  | Heikki Savolainen Mauri Nyberg-Noroma Veikko Pakarinen Einari Teräsvirta Martti Uosikkinen | FIN  | 509.995 |
| 4      | István Pelle Miklós Péter Péter Boros József Hegedüs                                       | HUN  | 465.650 |
| 5      | Toshihiko Sasano Shigeo Homma Takashi Kondo Yoshitaki Takeda Fujio Kakuta                  | JPN  | 402.000 |

### individuele meerkamp
| plaats | sporter(s)          | land | punten  |
| ------ | ------------------- | ---- | ------- |
| Goud   | Romeo Neri          | ITA  | 140.625 |
| Zilver | István Pelle        | HUN  | 134.925 |
| Brons  | Heikki Savolainen   | FIN  | 134.575 |
| 4      | Mario Lertora       | ITA  | 134.400 |
| 5      | Savino Guglielmetti | ITA  | 134.375 |
| 5      | Frank Haubold       | USA  | 132.525 |
| 7      | Oreste Capuzzo      | ITA  | 132.450 |
| 8      | Frederick Meyer     | USA  | 131.650 |

### vloer
| plaats | sporter(s)        | land | punten |
| ------ | ----------------- | ---- | ------ |
| Goud   | István Pelle      | HUN  | 28.8   |
| Zilver | Georges Miez      | SUI  | 28.3   |
| Brons  | Mario Lertora     | ITA  | 27.7   |
| 4      | Frank Haubold     | USA  | 27.0   |
| 4      | Romeo Neri        | ITA  | 27.0   |
| 6      | Heikki Savolainen | FIN  | 26.9   |
| 7      | Alfred Jochim     | USA  | 26.4   |
| 7      | Martti Uosikkinen | FIN  | 26.4   |

### paard voltige
| plaats | sporter(s)        | land | punten |
| ------ | ----------------- | ---- | ------ |
| Goud   | István Pelle      | HUN  | 57.2   |
| Zilver | Omero Bonoli      | ITA  | 56.6   |
| Brons  | Frank Haubold     | USA  | 55.7   |
| 4      | Frank Cumiskey    | USA  | 54.7   |
| 5      | Péter Boros       | HUN  | 52.7   |
| 6      | Alfred Jochim     | USA  | 51.2   |
| 7      | Heikki Savolainen | FIN  | 51.0   |
| 8      | Veikko Pakarinen  | FIN  | 49.9   |

### ringen
| plaats | sporter(s)        | land | punten |
| ------ | ----------------- | ---- | ------ |
| Goud   | George Gulack     | USA  | 56.9   |
| Zilver | William Denton    | USA  | 55.8   |
| Brons  | Giovanni Lattuada | ITA  | 55.5   |
| 4      | Richard Bishop    | USA  | 55.4   |
| 5      | Oreste Capuzzo    | ITA  | 54.8   |
| 6      | Franco Tognini    | ITA  | 54.1   |
| 7      | Heikki Savolainen | FIN  | 53.1   |
| 8      | Toshihiko Sasano  | JPN  | 52.4   |

### sprong
| plaats | sporter(s)          | land | punten      |
| ------ | ------------------- | ---- | ----------- |
| Goud   | Savino Guglielmetti | ITA  | 54.1        |
| Zilver | Alfred Jochim       | USA  | 53.3        |
| Brons  | Edward Carmichael   | USA  | 52.6 (54.5) |
| 4      | Einari Teräsvirta   | FIN  | 52.6 (52.7) |
| 5      | Marcel Gleyre       | USA  | 52.4        |
| 6      | István Pelle        | HUN  | 52.1        |
| 7      | Miklós Péter        | HUN  | 50.9        |
| 8      | Mario Lertora       | ITA  | 49.2        |

### brug
| plaats | sporter(s)          | land | punten |
| ------ | ------------------- | ---- | ------ |
| Goud   | Romeo Neri          | ITA  | 56.9   |
| Zilver | István Pelle        | HUN  | 55.8   |
| Brons  | Heikki Savolainen   | FIN  | 54.8   |
| 4      | Mauri Nyberg-Noroma | FIN  | 53.4   |
| 5      | Mario Lertora       | ITA  | 52.6   |
| 6      | Alfred Jochim       | USA  | 52.4   |
| 7      | József Hegedüs      | HUN  | 51.9   |
| 7      | Miklós Péter        | HUN  | 51.9   |

### rekstok
| plaats | sporter(s)        | land | punten |
| ------ | ----------------- | ---- | ------ |
| Goud   | Dallas Bixler     | USA  | 55.0   |
| Zilver | Heikki Savolainen | FIN  | 54.2   |
| Brons  | Einari Teräsvirta | FIN  | 54.2   |
| 4      | Veikko Pakarinen  | FIN  | 51.8   |
| 4      | István Pelle      | HUN  | 51.8   |
| 6      | Michael Schuler   | USA  | 46.7   |
| 7      | Miklós Péter      | HUN  | 45.4   |
| 8      | Mahito Haga       | JPN  | 37.4   |

De Finnen Heikki Savolainen en Einari Teräsvirta eindigden met een gelijk puntenaantal op de tweede plaats. Een beslissingskamp werd echter niet gehouden omdat de beide Finnen de medailles verdeelden na onderling overleg.

### indiaanse knotsen
| plaats | sporter(s)             | land | punten |
| ------ | ---------------------- | ---- | ------ |
| Goud   | George Roth            | USA  | 26.9   |
| Zilver | Philip Erenberg        | USA  | 26.7   |
| Brons  | William Kuhlemeier     | USA  | 25.9   |
| 4      | Francisco José Alvarez | MEX  | 25.4   |

### touwklimmen
| plaats | sporter(s)        | land | tijd |
| ------ | ----------------- | ---- | ---- |
| Goud   | Raymond Bass      | USA  | 6.7  |
| Zilver | William Galbraith | USA  | 6.8  |
| Brons  | Thomas Connelly   | USA  | 7.0  |
| 4      | Miklós Péter      | HUN  | 11.5 |
| 5      | Péter Boros       | HUN  | 11.6 |

### salto's
| plaats | sporter(s)       | land | punten |
| ------ | ---------------- | ---- | ------ |
| Goud   | Rowland Wolfe    | USA  | 56.7   |
| Zilver | Edward Gross     | USA  | 56.0   |
| Brons  | William Herrmann | USA  | 55.1   |
| 4      | István Pelle     | HUN  | 46.3   |

## Medaillespiegel
| plaats | land             | goud | zilver | brons | totaal |
| ------ | ---------------- | ---- | ------ | ----- | ------ |
| 1      | Verenigde Staten | 5    | 6      | 5     | 16     |
| 2      | Italië           | 4    | 1      | 2     | 7      |
| 3      | Hongarije        | 2    | 2      | 0     | 4      |
| 4      | Finland          | 0    | 1      | 4     | 5      |
| 5      | Zwitserland      | 0    | 1      | 0     | 1      |
| totaal | totaal           | 11   | 11     | 11    | 33     |